# Гальперн, Яков Иосифович
Я́ков Ио́сифович (О́сипович) Га́льперн (2 [14] января 1876, Вильна, Российская империя — 22 декабря 1941, Днепропетровск, Рейхскомиссариат Украина) — российский и советский хирург, доктор медицинских наук (1910), заслуженный деятель науки УССР (1934).

## Биография
Родился 2 (14) января 1876 года в Вильне, в семье купца первой гильдии, потомственного почётного гражданина Иоселя Зельмановича (Иосифа Соломоновича) Гальперна (1838—1897) и Куны Шеваховны Жирмунской (1845—1878). Это был второй брак отца. Мать приходилась родной сестрой инженеру С. С. Жирмунскому и офтальмологу М. С. Жирмунскому.
В возрасте двух лет остался без матери. После окончания в 1899 году медицинского факультета Киевского университета до 1907 года работал ординатором клиники госпитальной хирургии Военно-медицинской академии в Петербурге, затем хирургом в Смоленской губернской больнице.
В 1910—1922 годах — заведующий хирургическим отделением Тверской губернской больницы.
В 1922—1941 гг. — профессор, заведующий кафедрой госпитальной хирургии Днепропетровского медицинского института. По инициативе Я. Гальперна в Днепропетровске в 1935 году был создан филиал Украинского института переливания крови, которым он руководил до 1941 года.
Работал в клинике академика Сергея Спасокукоцкого.
Двоюродные братья — филологи Виктор Максимович Жирмунский и Мирон Аркадьевич Малкиель-Жирмунский.

## Научная деятельность
Основные научные труды Я. И. Гальперна посвящены хирургии (в том числе лечению язвенной болезни), поджелудочной железы, пищевода. Работы по вопросам хирургии желудка и пищевода, переливания крови и тому подобное.
Широко известна произведённая доктором Гальперном пластика пищевода из участка большой кривизны желудка. В 1933 г. выступил в журнале «Врачебное дело», в защиту адекватного обезболивания при операциях, с критикой недостатков местного обезболивания.
Под его руководством проведено первое в СССР переливание гетерогенной крови. По инициативе Я. И. Гальперна в 1920 г. был основан медицинский журнал «Новый хирургический архив», ответственным редактором которого он был на протяжении 1921—1941 годов.
Заместитель председателя Всесоюзного общества хирургов. Заслуженный деятель науки УССР.

## Сочинения
- Доброкачественные заболевания желудка и двенадцатиперстной кишки и их хирургическое лечение (докторская диссертация) // Тверь, 1910.